# Piast Gliwice
Gliwicki Klub Sportowy „Piast” Spółka Akcyjna – polski klub piłkarski z siedzibą w Gliwicach, występujący w Ekstraklasie, mistrz Polski w sezonie 2018/2019.
Gwiazdka (lub gwiazdki) nad herbem/emblematem klubu na koszulkach w rozgrywkach Ekstraklasy oznacza liczbę wywalczonych Mistrzostw Polski.

## Historia
18 czerwca 1945, w dzisiejszym klubie „Perełka” przy ulicy Zwycięstwa, powołano organizację sportową, którą 19 czerwca 1945 zarejestrowano w Zarządzie Miejskim jako Klub Sportowy Piast Gliwice. Klub zakładali wysiedleńcy z okolic Lwowa.
Pierwszą sekcją jaka powstała była sekcja piłki nożnej. Trzon tamtej drużyny tworzyli repatrianci ze wschodu: Edward Metzger, Marian Prajsner, Stanisław Beliczyński, Jan Tajchman (bramkarz) i Mieczysław Hitnerowicz (kapitan drużyny). W pierwszym składzie Piasta znalazło się także kilku Ślązaków — Paweł Piechura, Stefan Ławnik, Przysambor, Wilhelm Malucha, Wilhelm Neugebauer. Tym piłkarzom nakazywano dostarczać urzędowe zaświadczenia o polskości pod rygorem utraty praw zawodnika. Zakazane było używanie takich zwrotów jak: „tor”, „torman” czy „szpil”.
W 1957 zespół Piasta zadebiutował w II lidze, w której spędził łącznie 35 sezonów. W tym okresie największe sukcesy drużyna święciła w latach 1975–1983. Gliwiczanie należeli wówczas do drugoligowej czołówki i kilka razy (1976, 1977, 1981) byli blisko awansu do najwyższej klasy rozgrywkowej. Ponadto piłkarze Piasta dwukrotnie (1978, 1983) docierali do finału Pucharu Polski, dwukrotnie jednak przegrywając, za pierwszym razem z Zagłębiem Sosnowiec 0:2, a za drugim z Lechią Gdańsk 1:2. Przemiany ustrojowe skomplikowały sytuację organizacyjno-finansową klubu, wskutek czego wiosną 1993 roku Piast Gliwice wycofał piłkarską drużynę seniorów z rozgrywek. Reaktywacja nastąpiła dopiero w 1997 r., kiedy w B-klasie gliwicki klub ponownie wystawił drużynę seniorską.
24 maja 2008 r. Piast wywalczył po 63 latach istnienia historyczny awans do Ekstraklasy po wyjazdowym zwycięstwie 1:0 z Polonią Warszawa.
9 sierpnia 2008 r. Piast wygrał pierwszy historyczny mecz w Ekstraklasie z Cracovią 2-0. Mecz rozegrany był na stadionie w Wodzisławiu Śląskim. Premierowy sezon zakończył na 11. miejscu.
Z awansem wiązały się konsekwencje organizacyjne: Piast stworzył latem 2009 spółkę akcyjną, w której miasto Gliwice objęło 51% udziałów, a klub 49%. W roku 2008 do sponsorowania Piasta na krótko włączył się Opel.
Kolejną konsekwencją awansu była konieczność modernizacji stadionu przy ulicy Okrzei, tak by spełniał wymogi licencyjne. W rundzie jesiennej 2008/2009 Piast grał na stadionie Odry w Wodzisławiu. Począwszy od kwietnia 2009 r. stadion Piasta przy ul. Okrzei, po przeprowadzeniu drobnych modernizacji, został warunkowo dopuszczony do goszczenia rozgrywek ekstraklasy. Pierwszy w historii mecz Piasta o mistrzostwo ekstraklasy w Gliwicach został rozegrany 3 kwietnia 2009 r. Piast wygrał 1-0 z Górnikiem Zabrze po golu Mariusza Muszalika. W sezonie 2009/2010 gliwicki klub zajął ostatnie miejsce w tabeli i został zdegradowany do I ligi. Ostatnie spotkanie w tamtym sezonie odbyło się 15 maja 2010 roku w Gliwicach, gdzie Piast przegrał 0-1 z Cracovią.
Jesienią 2010 r. rozpoczęto budowę nowego stadionu, którą zgodnie z planem zakończono w lipcu 2011 r. Stadion mieści 10 500 widzów (z możliwością dalszej rozbudowy o 5 tys.) i zaprojektowany został przez niemiecką firmę Bremer AG. Głównym wykonawcą przebudowy stadionu była firma Polimex-Mostostal, koszt budowy 54 137 254 zł. Nowy stadion Piasta Gliwice jest niemal wierną kopią niemieckiego Energieteam Arena, na którym swe mecze rozgrywa SC Paderborn. W czasie budowy nowego obiektu w sezonie 2010/2011 Piast ponownie grał na stadionie w Wodzisławiu Śl.
27 maja 2012 r. Piast Gliwice wywalczył awans do T-Mobile ekstraklasy zajmując pierwsze miejsce w tabeli I ligi. W 34 meczach sezonu 2011/2012 Piast Gliwice zdobył 64 pkt, odnotowując 19 zwycięstw, 7 remisów i 8 porażek. W sezonie 2012/2013 Piast zdobył 46 punktów, wygrywając 13 razy, 7 remisując, a 10 przegrywając, co dało 4. miejsce w rozgrywkach T-Mobile Ekstraklasy i pierwszy w historii awans do rundy kwalifikacyjnej Ligi Europy. Gliwicki zespół odpadł z rozgrywek pucharowych po dwumeczu z azerskim klubem Qarabağ Ağdam, przegrywając swoje spotkanie na wyjeździe 1-2 oraz remisując u siebie 2-2 (po dogrywce).

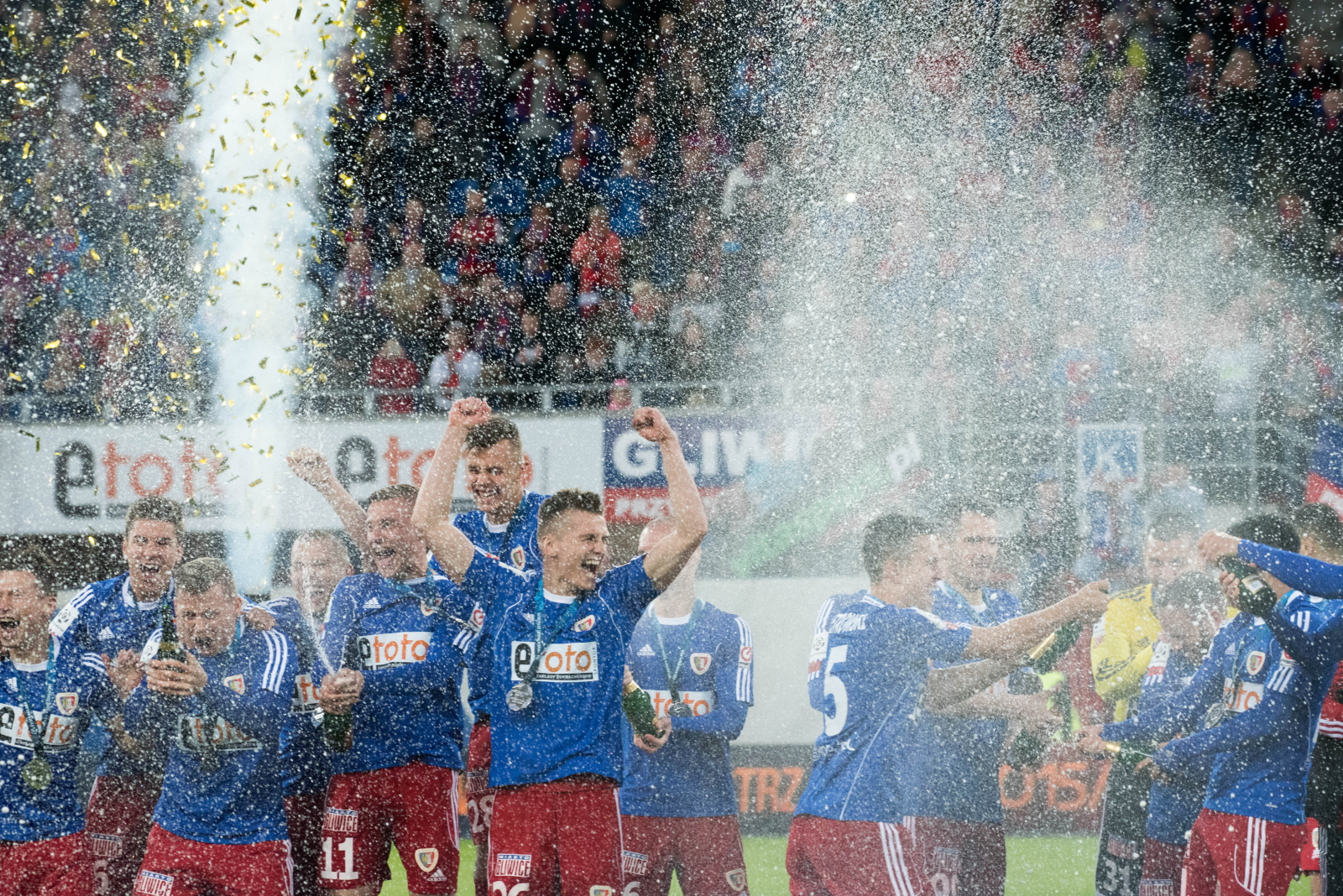
Feta po zdobyciu wicemistrzostwa Polski w 2016 roku

Po zakończonej rundzie jesiennej ekstraklasy w sezonie 2015/16 Piast niespodziewanie zajął 1. miejsce. Ostatecznie sezon ten zakończył na drugiej pozycji, przegrywając walkę o tytuł mistrzowski z Legią Warszawa. W następnych dwóch sezonach Piastowi nie udawało się walczyć o najwyższe cele, a rywalizował pod koniec sezonu o utrzymanie w grupie spadkowej. W sezonie 2017/18 Piast zapewnił sobie utrzymanie dopiero po zwycięstwie 4:0 w ostatniej kolejce z Bruk-bet Termalicą Niecieczą. Co nie udało się trzy lata wcześniej, stało się faktem w sezonie 2018/19 klub zdobył po raz pierwszy w swojej historii Mistrzostwo Polski z Waldemarem Fornalikiem w roli trenera. Piast zanotował świetną rundę rewanżową i przed rywalizacją w grupie mistrzowskiej zajmował 3. miejsce z 53 punktami i 7-punktową stratą do lidera którym była Lechia Gdańsk, wicelider Legia Warszawa również miała przewagę 7 punktów. Piast w ostatniej fazie rozgrywek wygrał 6 z 7 meczów, osiągając na koniec 72 punkty i wyprzedzając drugą Legię o 4 punkty. Mistrzostwo Piast zapewnił sobie w ostatnim meczu, po domowym zwycięstwie z Lechem Poznań 1:0.
27 października 2022 trenerem Piasta został Aleksandar Vuković.

### Nazwy klubu
- (18.06.1945) – KS Piast Gliwice
- (23.05.1946) – KSM Piast Gliwice
- (lipiec/wrzesień 1947) – ZKSM Piast Gliwice
- (05.03.1949) – ZS Metal Piast Gliwice [fuzja z ZKSM Huta Łabędy, ZKS Walcownia Łabędy, RKS Jedność Rudziniec, RKS PZS Gliwice i ZKS Silesia Gliwice]
- (01.11.1949) – ZKS Stal Gliwice
- (11.03.1951) – ZKS Stal GZUT Gliwice
- (15.03.1955) – ZKS Piast Gliwice
- (20.01.1957) – KS Piast Gliwice
- (01.01.1961) – SKS Piast Gliwice
- (15.03.1964) – GKS Piast Gliwice [fuzja z GKS Gliwice i KS Metal Gliwice]
- (17.10.1983) – MC-W GKS Piast Gliwice
- (12.09.1989) – CWKS Piast-Bumar Gliwice
- (1989) – [fuzja z ZTS Łabędy (Gliwice)]
- (1990) – CWKS Bumar-Piast Gliwice
- (04.04.1990) – KS Bumar Gliwice
- (11.05.1990) – KS Bumar Łabędy (Gliwice)
- (01.07.1990) – KS Bumar Gliwice
- (1991) – KS Piast-Bumar Gliwice
- (01.07.1992) – MC-W GKS Piast Gliwice
- (01.08.1995) – KS Bojków Gliwice [fuzja z KS Bojków Gliwice]
- (15.09.1995) – KS Piast Bojków Gliwice
- (02.09.1996) – GKS Piast Gliwice[6]

## Stadion

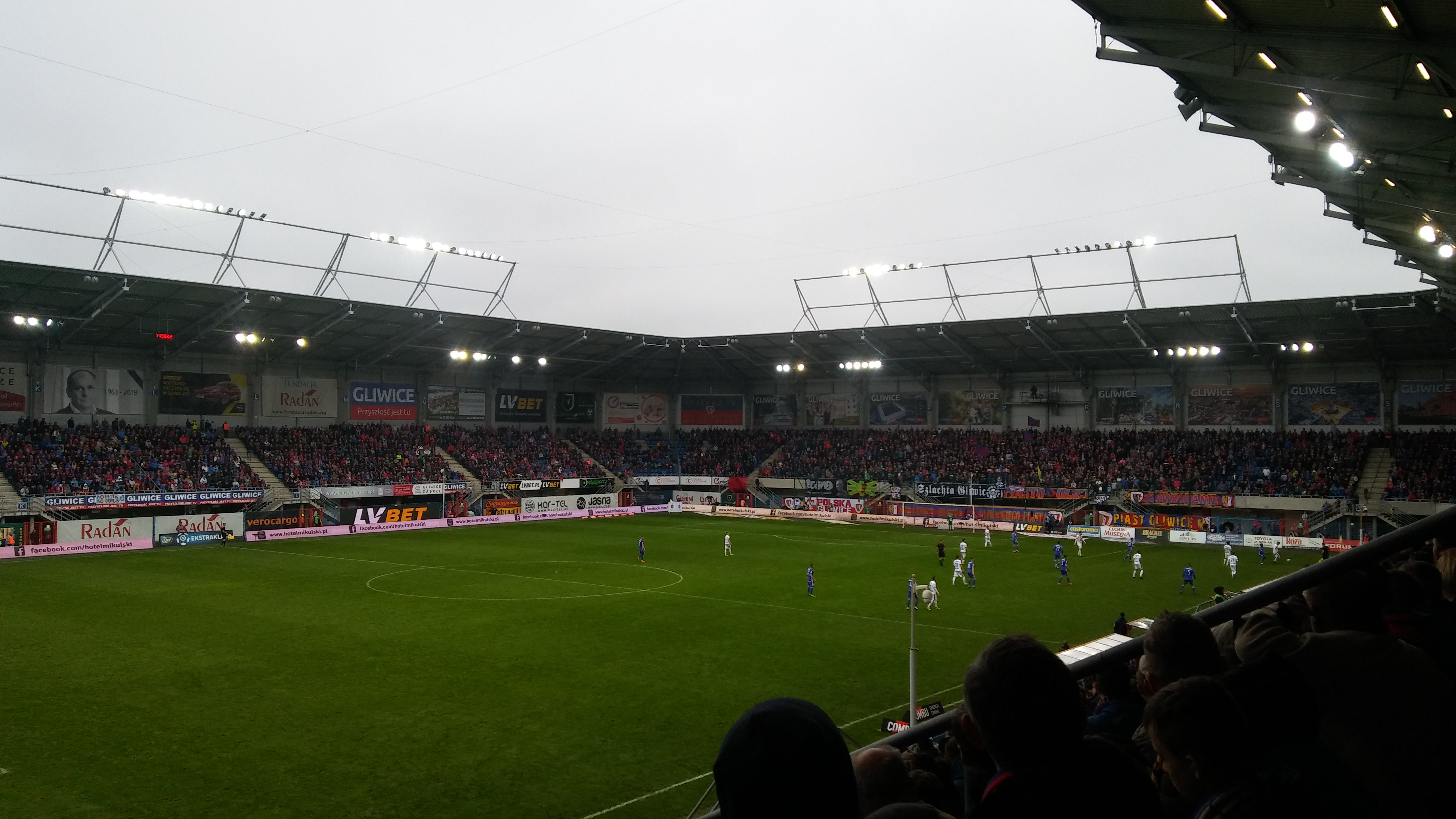
Piast 2-1 Jagiellonia, 12 maja 2019

## Spółka Akcyjna
Ze stowarzyszenia GKS „Piast” Gliwice w dniu 10 czerwca 2009 roku wyodrębniono spółkę akcyjną pn. GKS „Piast” SA (spółka przejęła od stowarzyszenia prowadzenie sekcji piłki nożnej seniorów, od tej daty są to dwa odrębne podmioty). W Urzędzie Miasta Gliwice doszło do spotkania, w którym zostały podpisane stosowne dokumenty. Stowarzyszenie GKS „Piast” Gliwice ma 49 procent akcji, a 51 procent akcji GKS „Piast” SA przejmie magistrat. Kapitał zakładowy spółki wyniesie 6,4 mln zł. – Budżet na przyszły sezon wyniesie przynajmniej 10 mln złotych

## Sukcesy
| \| \| Zdobyte trofea w rozgrywkach Polski (stan na: 14-07-2019) \| |                                                           |      |            |
| Rozgrywki                                                          | Osiągnięcie                                               | Razy | Sezon(y)   |
| Mistrzostwo                                                        | I miejsce                                                 | 1    | 2019       |
| Mistrzostwo                                                        | II miejsce                                                | 1    | 2016       |
| Mistrzostwo                                                        | III miejsce                                               | 1    | 2020       |
| Puchar                                                             | zdobywca                                                  | 0    |            |
| Puchar                                                             | finalista                                                 | 2    | 1978, 1983 |
| Superpuchar                                                        | zdobywca                                                  | 0    |            |
| Superpuchar                                                        | finalista                                                 | 1    | 2019       |
| Puchar Ligi                                                        | zdobywca                                                  | 0    |            |
| Puchar Ligi                                                        | finalista                                                 | 0    |            |
| Polska                                                             | Zdobyte trofea w rozgrywkach Polski (stan na: 14-07-2019) |      |            |

## Europejskie puchary

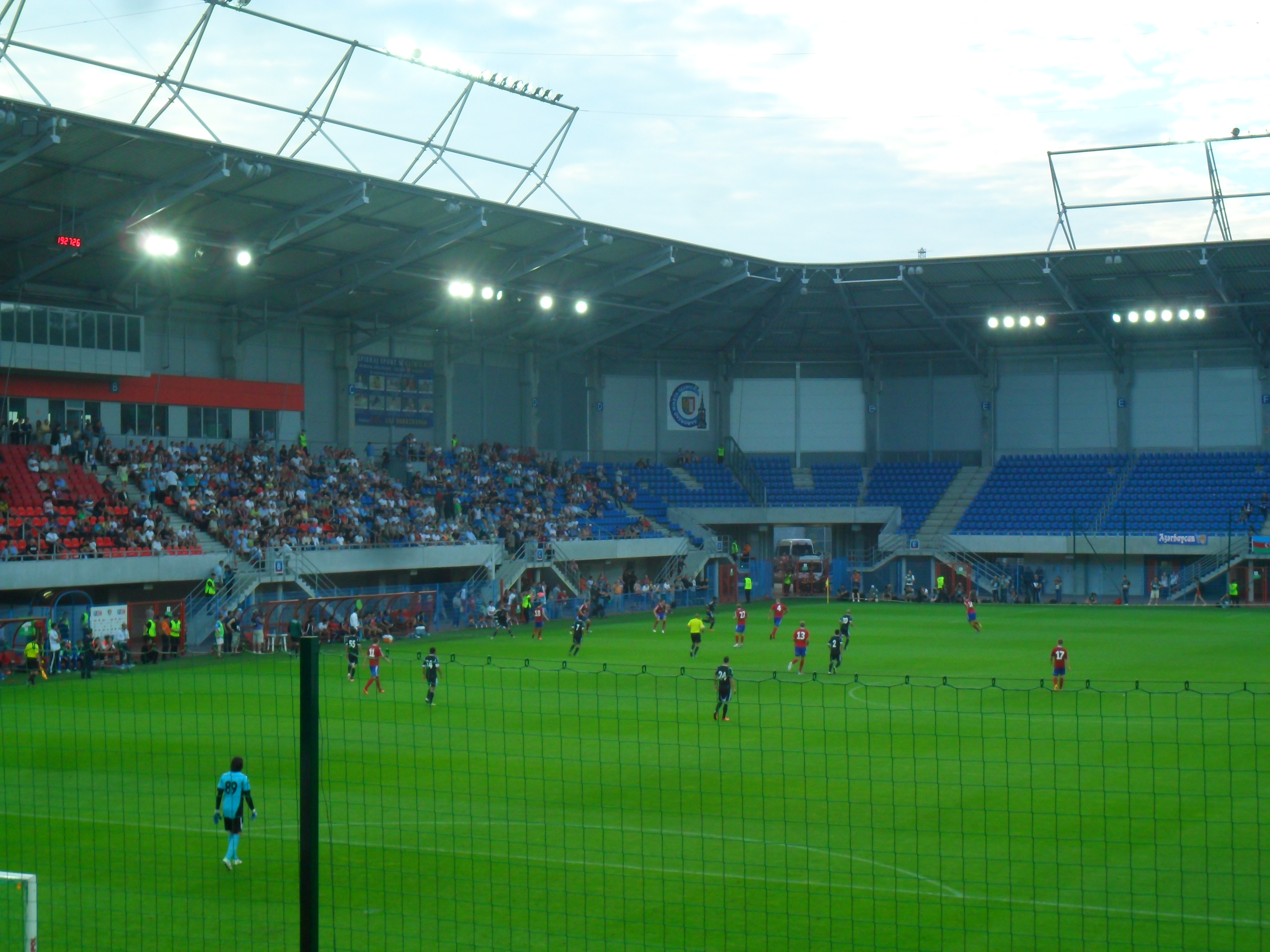
Piast Gliwice – Qarabağ Ağdam

Legenda do wszystkich tabel:
- Q – runda eliminacyjna, 1/16, 1/8, 1/4, 1/2 – odpowiednia faza rozgrywek, Grupa – runda grupowa, 1r gr – pierwsza runda grupowa, 2r gr – druga runda grupowa, F – finał, R – runda, PO – play-off
- k. – rzuty karne, los. – losowanie, Dogr. – dogrywka, w. – zasada bramek strzelonych na wyjeździe

Źródło: uefa.com
| Puchar             | Mecze | Z | R | P | GZ | GS |
| ------------------ | ----- | - | - | - | -- | -- |
| Liga Europy UEFA   | 9     | 3 | 2 | 4 | 12 | 13 |
| Liga Mistrzów UEFA | 2     | 0 | 1 | 1 | 2  | 3  |
| Łącznie            | 11    | 3 | 3 | 5 | 14 | 16 |

| Sezon   | Rozgrywki     | Runda | Przeciwnik   | Dom     | Wyjazd  | Ogólnie    | Wyniki i strzelcy                                          |
| ------- | ------------- | ----- | ------------ | ------- | ------- | ---------- | ---------------------------------------------------------- |
| 2013/14 | Liga Europy   | 2Q    | Qarabağ FK   | 2–2     | 1–2     | 3–4, dogr. | 1–2 (Marcin Robak), 2–2 (Mateusz Matras, Marcin Robak)     |
| 2016/17 | Liga Europy   | 2Q    | IFK Göteborg | 0–3     | 0–0     | 0–3        | 0–3, 0–0                                                   |
| 2019/20 | Liga Mistrzów | 1Q    | BATE Borysów | 1–2     | 1–1     | 2–3        | 1–1 (Piotr Parzyszek), 1–2 (Jakub Czerwiński)              |
| 2019/20 | Liga Europy   | 2Q    | Riga FC      | 3–2     | 1–2     | 4–4, w.    | 3–2 (Jakub Czerwiński, Jorge Félix (2)), 1–2 (Jorge Félix) |
| 2020/21 | Liga Europy   | 1Q    | Dynama Mińsk | 2–0 (W) | 2–0 (W) | 2–0 (W)    | 2-0 (Patryk Lipski, Jakub Świerczok)                       |
| 2020/21 | Liga Europy   | 2Q    | TSV Hartberg | 3–2 (D) | 3–2 (D) | 3–2 (D)    | 3-2 (Martin Konczkowski, Patryk Sokołowski, Michał Żyro)   |
| 2020/21 | Liga Europy   | 3Q    | FC Kopenhaga | 0–3 (W) | 0–3 (W) | 0–3 (W)    | 0-3                                                        |

## Krajowe rozgrywki
| Sezon     | Rozgrywki ligowe | Rozgrywki ligowe                       | Rozgrywki ligowe | Puchar Polski (rozgrywki centralne) | Uwagi                                                                               |                                 |
| Sezon     | Liga             | Liga                                   | Miejsce          | Puchar Polski (rozgrywki centralne) | Uwagi                                                                               |                                 |
| --------- | ---------------- | -------------------------------------- | ---------------- | ----------------------------------- | ----------------------------------------------------------------------------------- | ------------------------------- |
| 1956      | III              | III liga                               |                  | –                                   | Przegrane baraże o awans. Awans dzięki reorganizacji rozgrywek.                     |                                 |
| 1957      | II               | II liga (gr. południowa)               | 3/12             | –                                   |                                                                                     |                                 |
| 1958      | II               | II liga (gr. południowa)               | 7/12             | nie rozgrywano                      |                                                                                     |                                 |
| 1959      | II               | II liga (gr. południowa)               | 4/12             | nie rozgrywano                      |                                                                                     |                                 |
| 1960      | II               | II liga (gr. południowa)               | 3/12             | nie rozgrywano                      |                                                                                     |                                 |
| 1961      | II               | II liga                                | 11/18            | nie rozgrywano                      |                                                                                     |                                 |
| 1962      | II               | II liga (gr. A)                        | 2/8              | II runda                            |                                                                                     |                                 |
| 1962/1963 | II               | II liga                                | 9/16             | 1/8 finału                          |                                                                                     |                                 |
| 1963/1964 | II               | II liga                                | 14/16            | II runda                            |                                                                                     |                                 |
| 1964/1965 | III              | Liga okręgowa (gr. Katowice, podgr. A) | 2/12             |                                     |                                                                                     |                                 |
| 1965/1966 | III              | Liga okręgowa                          |                  | II runda                            |                                                                                     |                                 |
| 1966/1967 | III              | III liga (gr. I)                       | 3/16             |                                     |                                                                                     |                                 |
| 1967/1968 | III              | III liga (gr. I)                       | 1/16             |                                     |                                                                                     |                                 |
| 1968/1969 | II               | II liga                                | 14/16            |                                     |                                                                                     |                                 |
| 1969/1970 | III              | III liga (gr. I)                       | 1/16             |                                     |                                                                                     |                                 |
| 1970/1971 | II               | II liga                                | 8/16             |                                     |                                                                                     |                                 |
| 1971/1972 | II               | II liga                                | 12/16            | I runda                             |                                                                                     |                                 |
| 1972/1973 | II               | II liga                                | 5/16             | I runda                             |                                                                                     |                                 |
| 1973/1974 | II               | II liga (gr. południowa)               | 7/16             | 1/8 finału                          |                                                                                     |                                 |
| 1974/1975 | II               | II liga (gr. południowa)               | 3/16             | 1/16 finału                         |                                                                                     |                                 |
| 1975/1976 | II               | II liga (gr. południowa)               | 2/16             |                                     |                                                                                     |                                 |
| 1976/1977 | II               | II liga (gr. południowa)               | 2/16             |                                     |                                                                                     |                                 |
| 1977/1978 | II               | II liga (gr. południowa)               | 9/16             | finał                               |                                                                                     |                                 |
| 1978/1979 | II               | II liga (gr. zachodnia)                | 9/16             | 1/16 finału                         |                                                                                     |                                 |
| 1979/1980 | II               | II liga (gr. zachodnia)                | 7/16             | III runda                           |                                                                                     |                                 |
| 1980/1981 | II               | II liga (gr. zachodnia)                | 2/16             | 1/16 finału                         |                                                                                     |                                 |
| 1981/1982 | II               | II liga (gr. zachodnia)                | 7/16             | 1/16 finału                         |                                                                                     |                                 |
| 1982/1983 | II               | II liga (gr. zachodnia)                | 4/16             | finał                               |                                                                                     |                                 |
| 1983/1984 | II               | II liga (gr. zachodnia)                | 11/16            | 1/8 finału                          |                                                                                     |                                 |
| 1984/1985 | II               | II liga (gr. zachodnia)                | 7/16             | III runda                           |                                                                                     |                                 |
| 1985/1986 | II               | II liga (gr. zachodnia)                | 9/16             | III runda                           |                                                                                     |                                 |
| 1986/1987 | II               | II liga (gr. zachodnia)                | 3/16             | II runda                            |                                                                                     |                                 |
| 1987/1988 | II               | II liga (gr. zachodnia)                | 8/16             | 1/16 finału                         |                                                                                     |                                 |
| 1988/1989 | II               | II liga (gr. zachodnia)                | 15/16            | 1/16 finału                         |                                                                                     |                                 |
| 1989/1990 | III              | III liga (gr. III)                     | 5/20             | II runda                            |                                                                                     |                                 |
| 1990/1991 | III              | III liga (gr. V)                       | 10/16            | –                                   | Puchar Polski Katowickiego OZPN                                                     | Puchar Polski Katowickiego OZPN |
| 1991/1992 | III              | III liga (gr. IV)                      | 17/18            | II runda                            |                                                                                     |                                 |
|           |                  |                                        |                  |                                     |                                                                                     |                                 |
| 1997/1998 | VII              | Klasa B                                | 1/11             | –                                   |                                                                                     |                                 |
| 1998/1999 | VI               | Klasa A (gr. Katowice, podgr. Zabrze)  | 1/16             | –                                   |                                                                                     |                                 |
| 1999/2000 | V                | Liga okręgowa (gr. Katowice IV)        | 1/16             | –                                   |                                                                                     |                                 |
| 2000/2001 | IV               | IV liga (gr. śląska I)                 | 1/13             | –                                   | Wygrane baraże o awans z Victorią Jaworzno.                                         |                                 |
| 2001/2002 | III              | III liga (gr. 3)                       | 2/18             | –                                   |                                                                                     |                                 |
| 2002/2003 | III              | III liga (gr. 3)                       | 1/16             | –                                   |                                                                                     |                                 |
| 2003/2004 | II               | II liga                                | 10/16            | –                                   |                                                                                     |                                 |
| 2004/2005 | II               | II liga                                | 13/18            | faza grupowa                        | Utrzymanie po barażach.                                                             |                                 |
| 2005/2006 | II               | II liga                                | 8/18             | I runda                             |                                                                                     |                                 |
| 2006/2007 | II               | II liga                                | 8/18             | 1/16 finału                         |                                                                                     |                                 |
| 2007/2008 | II               | II liga                                | 3/18             | I runda                             |                                                                                     |                                 |
| 2008/2009 | I                | Ekstraklasa                            | 10/16            | 1/16 finału                         |                                                                                     |                                 |
| 2009/2010 | I                | Ekstraklasa                            | 16/16            | 1/8 finału                          |                                                                                     |                                 |
| 2010/2011 | II               | I liga                                 | 5/18             | 1/16 finału                         |                                                                                     |                                 |
| 2011/2012 | II               | I liga                                 | 1/18             | 1/16 finału                         |                                                                                     |                                 |
| 2012/2013 | I                | Ekstraklasa                            | 4/16             | 1/8 finału                          | Najwyżej sklasyfikowany klub z Górnego Śląska. Awans do eliminacji Ligi Europy.     |                                 |
| 2013/2014 | I                | Ekstraklasa                            | 12/16            | 1/16 finału                         | Marcin Robak królem strzelców (tylko 1 gol dla Piasta, 21 goli dla Pogoni Szczecin) |                                 |
| 2014/2015 | I                | Ekstraklasa                            | 12/16            | 1/4 finału                          | Kamil Wilczek królem strzelców.                                                     |                                 |
| 2015/2016 | I                | Ekstraklasa                            | 2/16             | 1/16 finału                         | Najwyżej sklasyfikowany klub z Górnego Śląska. Awans do eliminacji Ligi Europy.     |                                 |
| 2016/2017 | I                | Ekstraklasa                            | 10/16            | 1/16 finału                         |                                                                                     |                                 |
| 2017/2018 | I                | Ekstraklasa                            | 14/16            | 1/8 finału                          |                                                                                     |                                 |
| 2018/2019 | I                | Ekstraklasa                            | 1/16             | 1/16 finału                         | Najwyżej sklasyfikowany klub z Górnego Śląska. Awans do eliminacji Ligi Mistrzów.   |                                 |
| 2019/2020 | I                | Ekstraklasa                            | 3/16             | 1/4 finału                          | Najwyżej sklasyfikowany klub z Górnego Śląska. Awans do eliminacji Ligi Europy.     |                                 |
| 2020/2021 | I                | Ekstraklasa                            | 6/16             | 1/2 finału                          |                                                                                     |                                 |
| 2021/2022 | I                | Ekstraklasa                            | 5/18             | 1/8 finału                          |                                                                                     |                                 |
| 2022/2023 | I                | Ekstraklasa                            | 5/18             | 1/8 finału                          |                                                                                     |                                 |
| 2023/2024 | I                | Ekstraklasa                            | 10/18            | 1/2 finału                          |                                                                                     |                                 |
| 2024/2025 | I                | Ekstraklasa                            | 10/18            | 1/4 finału                          |                                                                                     |                                 |

## Obecny skład
Stan na 17 sierpnia 2025
| Nr | Poz. | Piłkarz                    |
| -- | ---- | -------------------------- |
| 4  | OB   | Jakub Czerwiński (kapitan) |
| 5  | OB   | Juande Rivas               |
| 6  | PO   | Michał Chrapek             |
| 7  | NA   | Jorge Félix                |
| 9  | NA   | Adrián Dalmau              |
| 10 | PO   | Patryk Dziczek             |
| 11 | NA   | Leandro Sanca              |
| 15 | OB   | Levis Pitan                |
| 16 | PO   | Mateusz Kopczyński         |
| 17 | PO   | Quentin Boisgard           |
| 19 | PO   | Kamil Lubowiecki           |
| 20 | PO   | Grzegorz Tomasiewicz       |
| 22 | OB   | Tomasz Mokwa               |
| 23 | PO   | Szczepan Mucha             |

| Nr | Poz. | Piłkarz                                              |
| -- | ---- | ---------------------------------------------------- |
| 26 | BR   | František Plach                                      |
| 27 | PO   | Justin Daniel                                        |
| 28 | OB   | Filip Borowski                                       |
| 29 | OB   | Igor Drapiński                                       |
| 30 | PO   | Miłosz Szczepański                                   |
| 31 | OB   | Oskar Leśniak                                        |
| 33 | BR   | Karol Szymański                                      |
| 36 | OB   | Jakub Lewicki                                        |
| 55 | OB   | Ema Twumasi                                          |
| 63 | NA   | Herman Barkouski (wypożyczony z Puszczy Niepołomice) |
| 70 | NA   | Andreas Katsandonis                                  |
| 77 | NA   | Erik Jirka                                           |
| 79 | BR   | Dawid Rychta                                         |

### Wypożyczenia
| Nr | Poz. | Piłkarz                                                  |
| -- | ---- | -------------------------------------------------------- |
|    | PO   | Jakub Niedbała (w Stali Stalowa Wola do 30 czerwca 2026) |

## Trenerzy
- Feliks Śliwiński (1945–46)
- Mikołaj Beljung (1946–47)
- Karol Dziwisz (1947–48)
- Edward Metzger (1948–50)
- Gerard Wodarz (1950)
- Edward Metzger (1951–53)
- Adam Niemiec (1954–56)
- Mikołaj Beljung (1956–57)
- Edward Metzger (1957–59)
- Henryk Skromny (1959–60)

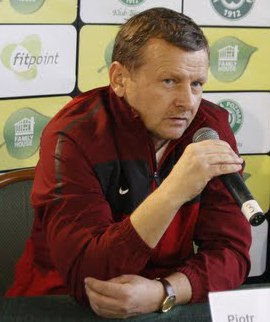
Piotr Mandrysz - trener klubu w latach 2007–08

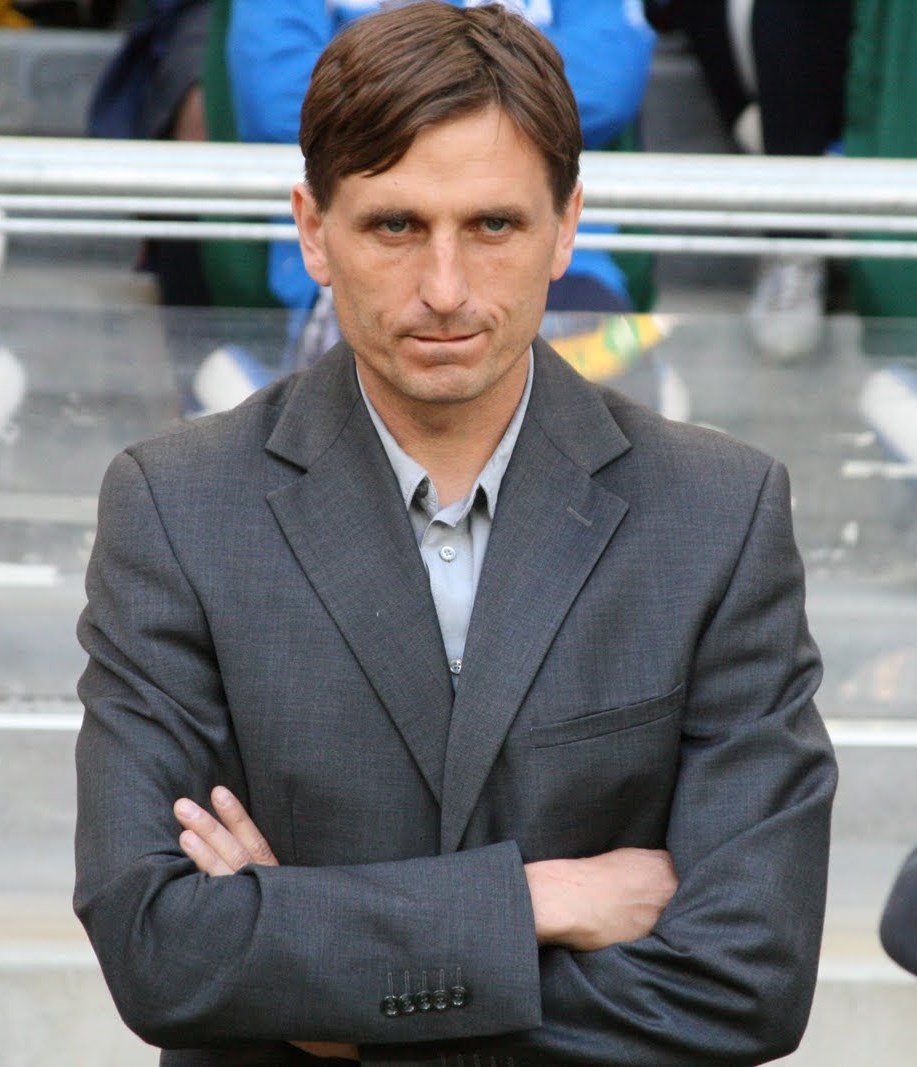
Marcin Brosz - trener klubu w latach 2010–14

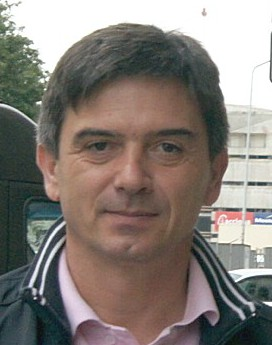
Waldemar Fornalik - trener klubu w latach 2017–22

- Gerard Wodarz i Jerzy Kubiak (1960–61)
- Adam Niemiec (1961–62)
- Henryk Skromny (1962)
- Jerzy Kubiak (1962–63)
- Edward Metzger (1963)
- Hubert Skolik (1963)
- Jerzy Kubiak (1963–65)
- Jerzy Cich (1965)
- Augustyn Dziwisz (1965–67)
- Henryk Suchy (1967–68)
- Edward Metzger (1968–69)
- Franciszek Skiba (1969)
- Jerzy Wrzos (1969–71)
- Edward Drabiński (1971–72)
- Jerzy Klejnot (1972)
- Bogusław Widawski (1972–74)
- Jerzy Cich (1974–77)
- Hubert Skowronek (1977)
- Stanisław Oślizło (1977)
- Jerzy Cich (1977–79)
- Jerzy Trepka (1979–81)
- Lesław Dunajczyk (1981–82)
- Teodor Wieczorek (1982–83)
- Kazimierz Szmidt (1983–84)
- Franciszek Skiba (1984)
- Aleksander Hradecki (1984)
- Franciszek Skiba (1984–86)
- Adam Adamus (1986)
- Fryderyk Cholewa (1986–87)
- Franciszek Skiba (1987–89)
- Paweł Binkowski (1989)
- Kazimierz Szmidt (1989–92)
- Jerzy Apostel (1992–93)
- Kazimierz Gontarewicz (1997–2001)
- Fryderyk Cholewa (2001)
- Marek Majka (2001)
- Marcin Bochynek (2001)
- Krzysztof Zagórski (16 grudnia 2001 – 23 października 2002)
- Fryderyk Cholewa (2002–03)
- Józef Dankowski (21 kwietnia 2003 – 19 października 2004)
- Wojciech Borecki (19 października 2004 – 31 grudnia 2004)
- Jacek Zieliński (31 grudnia 2004 – 14 września 2006)
- Jan Furlepa (tymczasowo) (14–20 września 2006)
- Bogusław Pietrzak (20 września 2006 – 30 czerwca 2007)
- Piotr Mandrysz (3 lipca 2007 – 30 czerwca 2008)
- Marek Wlecialowski (1 lipca 2008 – 5 stycznia 2009)
- Dariusz Fornalak (5 stycznia 2009 – 15 marca 2010)
- Ryszard Wieczorek (15 marca 2010 – 31 maja 2010)
- Marcin Brosz (15 czerwca 2010 – 6 maja 2014)
- Ángel Perez García (7 maja 2014 – 18 marca 2015)
- Radoslav Látal (1. kadencja) (20 marca 2015 – 15 lipca 2016)
- Jiří Neček (15 lipca 2016 – 30 sierpnia 2016)
- Radoslav Látal (2. kadencja) (1 września 2016 – 2 marca 2017)
- Dariusz Wdowczyk (3 marca 2017 – 19 września 2017)
- Waldemar Fornalik (19 września 2017 – 25 października 2022)
- Aleksandar Vuković (27 października 2022 – 24 maja 2025)
- Max Mölder (od 1 czerwca 2025)

## Inne sekcje

### Szermierka
Sekcja szermiercza jest sekcją mającą w swoim dorobku największe sukcesy i mogącą się poszczycić zawodnikami zdobywającymi medale na wszystkich zawodach rangi mistrzowskiej od Mistrzostw Polski we wszystkich kategoriach począwszy, na Igrzyskach Olimpijskich skończywszy.

### Tenis ziemny
W XXI wiek GKS „Piast” wkroczył z pięcioma sekcjami. Jedną z tych, które działają od początku istnienia klubu jest sekcja tenisa ziemnego. GKS „Piast” w latach 70. XX wieku był w Polsce tenisową potęgą. Przedstawiciele tej dyscypliny sportu wywodzący się z klubu (m.in. Irmina Popławska, Danuta Wieczorek-Szwaj, Janusz Gonsior, Jerzy Sonsalla, Ireneusz Łyżwiński, Wanda Ostrowska, Aleksandra Harasym, Dorota Dziekońska, Zenon Rode) wielokrotnie zdobywali medale mistrzostw Polski.
Źródło: tenis.piast.gliwice.pl
Do dyspozycji grających pozostaje pięć oświetlonych kortów z pełnym węzłem sanitarnym. Korty mieszczą się przy ul. Kosynierów 6.

### Brydż sportowy
Sekcja brydża sportowego istnieje w Piaście od 1969 r. Przez wiele lat brydżyści Piasta występowali w I lidze. Kłopoty finansowe końca lat osiemdziesiątych odbiły się również na kondycji tej sekcji, co spowodowało spadek do II ligi. W tym sezonie drużyna brydżowa otarła się o ekstraklasę. W rundzie zasadniczej gliwiczanie zajęli II miejsce. W rozgrywkach play off dotarli do finału, gdzie przegrali z zespołem Nowa Sól Dębieńsko, który wywalczył awans do I ligi. W bieżącym sezonie osiągnięto wiele wartościowych wyników zarówno w turniejach i zawodach wojewódzkich, jak i krajowych. Do ważniejszych osiągnięć sportowych należy zaliczyć:
- zwycięstwo w kadrze regionalnej (Łyskawa – Pudlik),
- awans do kadry narodowej (Jezioro),
- IV miejsce w Grand Prix w Starachowicach (startowało 200 par) – (Lassota – Mącior były zaw. Piasta),
- VI miejsce w Ogólnopolskim Turnieju Par (180 par) – (Czech – Rogala) i VII miejsce (Lassota – Mącior),
- awans do Finału Mistrzostw Polski Par – (Tomsia – Śliwoń),

oraz wiele czołowych lokat w turniejach par na terenie województwa śląskiego uzyskane przez zawodników Lassota, Łyskawa, Czech, Rogala, Śliwoń, Tomsia, Glodt, Pudlik.
Źródło: www.piast.gliwice.pl

### Lekkoatletyka
Pierwsza na terenie Gliwic sekcja lekkoatletyczna powstała właśnie w Piaście, a było to już w połowie 1945 roku. Inicjatorem jej założenia był Eugeniusz Bieniasz wielki miłośnik „królowej sportu”. Pierwszy poważniejszy sukces odniósł Czajkowski, zdobywając w 1949 roku wicemistrzostwo Polski juniorów w biegu na 100 m z wynikiem 17 sek. W tym samym roku zgłosiła akces do Piasta rekordzistka kraju w pchnięciu kulą – Wanda Flakowiczowa. Większe sukcesy jednak przyszły 20 lat później, gdy kierownikiem sekcji został Zenon Sęk. To spod jego „ręki” wyszła Ewa Gryziecka, rekordzistka Świata i uczestniczka Igrzysk Olimpijskich. Także pod jego okiem swoje umiejętności podnosili, a potem zdobywali medale w mistrzostwach kraju i nie tylko: J. Filusz, D. Langer, E. Kowalska, J. Polewka, J. Anyszkiewicz. J. Jaroszyński i Adam Śniegórski, aktualny trener. Lekkoatletyka to sport indywidualny. Sukces jest uzależniony zarówno od predyspozycji, jak i ciężkiej, systematycznej pracy. Aktualnie numerem jeden w Piaście jest Magdalena Deptuła, wielokrotna już medalistka mistrzostw Polski w kategoriach młodzieżowych. Oprócz niej do obiecujących zawodników należą Adam Gozdek, Mariusz Nowakowski, Robert Rolnik, Maciej Śniegórski. Aktualnie w Piaście pracuje trzech trenerów. Zawodniczki i zawodnicy podzieleni są na trzy grupy. Regularnie trenuje około 30 lekkoatletów. Zajęcia odbywają się na obiekcie przy ul. Okrzei.
Źródło: www.piast.gliwice.pl

### Futsal
W czerwcu 2016 roku – z połączenia dwóch gliwickich klubów występujących w Futsal Ekstraklasie, Nbitu oraz GAF-u – powołana do życia została nowa sekcja Piasta, która od sezonu 2016/17 rozpoczęła występy w najwyższej polskiej klasie rozgrywkowej.
Pierwszym trenerem futsalowej drużyny niebiesko-czerwonych został były Mistrz Polski Sebastian Wiewióra, a skład zespołu oparto (poza zawodnikami z wyżej wymienionych drużyn) także na graczach sprowadzonych z AZS UŚ Katowice.
Wkrótce utworzono również, w ramach Stowarzyszenia GKS Piast, sekcje juniorów U-20 oraz U-18 piłki halowej. Obie drużyny, w rozgrywkach 2016/17 Młodzieżowych Mistrzostw Polski, poprowadził znający się ze współpracy w ramach Reprezentacji Polski w minifutbolu duet trenerski Szymon Wesołowski – Miłosz Karski.
Przed sezonem 2017/2018 doszło do zmian w sztabie szkoleniowym i kadrze zespołu. Na stanowisku trenera zatrudniony został Klaudiusz Hirsch, a jego asystentem został Szymon Wesołowski. Sztab szkoleniowy uzupełnili: kierownik drużyny Miłosz Karski, drugi kierownik drużyny Adam Tarczyński oraz fizjoterapeuta Kamil Paluch. Skład zespołu oparto na zagranicznych zawodnikach z Brazylii oraz Hiszpanii. Z początkiem sezonu do życia powołano również szkółkę piłkarską, gdzie szkoleni są juniorzy w kategoriach wiekowych U-8, U-10, U-12, U-14.
W sezonie 2018/2019 futsalowy Piast Gliwice dotarł do finału halowego Pucharu Polski, gdzie poległ w konfrontacji z Rekordem Bielsko-Biała.
Przed sezonem 2019/2020 doszło do zmian w zarządzie klubu. Nowym prezesem został Krzysztof Bochenek, zastępując na tym stanowisku jednego z założycieli futsalowego Piasta Gliwice – Jarosława Jenczmionkę. Trenerem natomiast został Rafał Barszcz, jego asystentem Jacek Podgórski – uczestnik Mistrzostw Świata w Hongkongu (2. Mistrzostwa Świata w Futsalu). W trakcie sezonu do sztabu trenerskiego dołączył jeden z najbardziej utytułowanych szkoleniowców na świecie – Orlando Duarte (medalista Mistrzostw Świata oraz wielokrotny mistrz Portugalii ze Sportingiem Lizbona). Skład oparto w głównej mierze na lokalnych zawodnikach (m.in. Rafał Franz) wspartych przez kilku Reprezentantów Polski (m.in. Dominik Solecki) oraz obcokrajowcach wyróżniających się w ligach zagranicznych (m.in. Douglas Neutzling Ferreira).
Dołączenie do drużyny byłego selekcjonera Reprezentacji Portugalii w futsalu oraz pozyskani w zimowym okienku transferowym zawodnicy pozwolili Piastowi Gliwice na marsz w górę tabeli, który został zatrzymany dopiero przez CoVID-19, gdyż zgodnie z decyzją PZPN oraz Futsal Ekstraklasy rozgrywki w sezonie 2019/2020 zostały zakończone po 18. kolejce. Przyczyną tej sytuacji były obostrzenia związane z obecnością koronawirusa w Polsce. Piast zakończył rozgrywki w górnej części tabeli (7. miejsce).
Ponadto w sezonie 2019/2020 Piast był finalistą Superpucharu Polski przegrywając nieznacznie (4:3) z Mistrzem Polski i zdobywcą Pucharu Polski – Rekordem Bielsko-Biała.
Sezon 2020/21 Piast rozpoczął z wysokiego "C" zdobywając pierwszy w historii klubu medal Mistrzostw Polski. Stało się podczas finałów Młodzieżowych Mistrzostw Polski w futsalu rozgrywanych w Ustce, gdzie zespół w kategorii U-13 sięgnął po srebro. Sztab szkoleniowy drużyny juniorów podczas tej edycji MMP tworzyli: Bartłomiej Rutkowski, Roman Białek, Szymon Wesołowski oraz Miłosz Karski.
Lata 2021, 2022 to, jak do tej pory, najlepszy okres w historii futsalowej sekcji klubu z Gliwic. Sezon 2021/22 drużyna Orlando Duarte zakończyła z brązowymi medalami Mistrzostw Polski oraz finałem Pucharu Polski, by w kolejnych rozgrywkach zdobyć - pierwszy w historii klubu - tytuł Mistrzów Polski Statscore Futsal Ekstraklasy.

### Esport
W dniu 4 kwietnia 2017 roku powołano do życia organizację E-Games Sp. z o.o., której powierzono prowadzenie i rozwój sekcji sportu elektronicznego w GKS Piast Gliwice. Tym samym Klub – idąc z duchem czasu – wprowadził najnowsze, światowe trendy, łącząc ponad siedemdziesięcioletnią tradycję z nowoczesnością i nowymi technologiami.
We wrześniu 2017 roku sekcja Piast Gliwice Esports uruchomiła w swoich strukturach dywizje Counter-Strike: Global Offensive oraz FIFA. Sekcja była prekursorem przeniesienia współzawodnictwa w gry komputerowe z Internetu na stadiony. W ten sposób na stadionie piłkarskim Piasta Gliwice, po raz pierwszy w Polsce – przy okazji rozgrywek piłkarskich organizowanych przez Ekstraklasę SA – odbyły się mecze pokazowe w komputerową grę sportową FIFA 18 z sekcjami esportowymi klubów Wisły Płock i Legii Warszawa.

## Sukcesy poza piłką nożną

### Szermierka
Igrzyska Olimpijskie:
- Egon Franke
  - 1964 r. – złoty medal indywidualnie
- Bohdan Gonsior
  - 1968 r. – brązowy medal drużynowy
- Mikołaj Pac Pomarnacki
  - 1964 r. – uczestnik
- Elżbieta Cymerman
  - 1968 r. – uczestnik
  - 1972 r. – uczestnik
- Zbigniew Matwiejew
  - 1976 r. – uczestnik
- Jacek Bierkowski
  - 1976 r. – uczestnik
  - 1980 r. – uczestnik
- Adam Wiercioch
  - 2008 r. – srebrny medal drużynowo
- Rubén Limardo
  - 2012 r. – złoty medal indywidualnie

Mistrzostwa Świata:
- Zbigniew Czajkowski
  - 1953 r. – brązowy medal indywidualnie
- Egon Franke
  - 1961 r. – brązowy medal indywidualnie
  - 1963 r. – brązowy medal indywidualnie
  - 1963 r. – srebrny medal drużynowy
  - 1967 r. – złoty medal drużynowy
- Bohdan Gonsior
  - 1961 r. – złoty medal drużynowy
  - 1970 r. – srebrny medal drużynowy
- Zbigniew Matwiejew
  - 1969 r. – srebrny medal drużynowy
- Marek Dąbrowski
  - 1968 r. – srebrny medal indywidualnie (juniorzy)
  - 1971 r. – srebrny medal indywidualnie
- Elżbieta Cymerman
  - 1971 r. brązowy medal drużynowy
- Jacek Bierkowski
  - 1975 r. – srebrny medal indywidualnie
  - 1979 r. – brązowy medal drużynowy
  - 1979 r. – brązowy medal indywidualnie
  - 1981 r. – brązowy medal drużynowy
- Marek Jendryś
  - 1991 r. – srebrny medal indywidualny (juniorzy)
- Adam Wiercioch
  - 1998 r. – brązowy medal indywidualnie (juniorzy)
  - 1998 r. – złoty medal drużynowo (juniorzy)
  - 1999 r. – złoty medal drużynowy (juniorzy)
  - 2000 r. – srebrny medal drużynowy (juniorzy)
  - 2009 r. – brązowy medal drużynowy

Mistrzostwa Europy:
- Jacek Bierkowski
  - 1981 r. – srebrny medal indywidualnie
- Bartłomiej Kurowski
  - 1997 r. brązowy medal indywidualnie
  - 1999 r. brązowy medal indywidualnie
- Adam Wiercioch
  - 1998 r. złoty medal indywidualnie (juniorzy)
  - 1998 r. srebrny medal drużynowy (juniorzy)
  - 2002 r. srebrny medal drużynowy
  - 2004 r. srebrny medal drużynowy
  - 2005 r. złoty medal drużynowy
  - 2006 r. srebrny medal drużynowy

Akademickie Mistrzostwa Świata
- Elżbieta Cymerman
  - 1965 r. brązowy medal indywidualnie
- Bartłomiej Kurowski
  - 1997 r. – brązowy medal drużynowy
  - 1999 r. – brązowy medal indywidualnie
  - 1999 r. – srebrny medal drużynowy
- Marek Jendryś
  - 1997 r. – brązowy medal drużynowy
  - 1999 r. – srebrny medal drużynowy

### Brydż sportowy
- zwycięstwo w kadrze regionalnej (Łyskawa – Pudlik),
- awans do kadry narodowej (Jezioro),
- IV miejsce w Grand Prix w Starachowicach (startowało 200 par) – (Lassota – Mącior były zaw. Piasta),
- VI miejsce w Ogólnopolskim Turnieju Par (180 par) – (Czech – Rogala) i VII miejsce (Lassota – Mącior),
- awans do Finału Mistrzostw Polski Par – (Tomsia – Śliwoń),

oraz wiele czołowych lokat w turniejach par na terenie województwa śląskiego uzyskane przez zawodników Lassota, Łyskawa, Czech, Rogala, Śliwoń, Tomsia, Glodt, Pudlik.

### Futsal
- Trzecie Miejsce w mistrzostwach Polski: 1x: 2020/21
- Mistrzostwo Polski: 1x: 2021/22

## Kibice
Piastowi Gliwice kibicują głównie ludzie mieszkający w województwie śląskim. Piast posiada fankluby w Czekanowie, Kleszczowie, Krupskim Młynie, Prudniku, Rudnie, Rudzińcu, Sierakowicach, Sośnicowicach, Taciszowie i Żernicy.
Zgody
- BATE Borysów (Białoruś)
- GKS Jastrzębie
- RKS Radomsko

## Afera korupcyjna
W trakcie śledztwa w sprawie największej w historii polskiego futbolu ujawnionej afery korupcyjnej pojawił się także wątek dotyczący Piasta Gliwice.
Klub był podejrzany o próbę ustawienia wyniku meczu ze Świtem Nowy Dwór Mazowiecki w sezonie 2004/2005 (23 października 2004, 2:1).
21 lipca 2005 Wydział Dyscypliny PZPN (WD PZPN) za niedozwolone spotkanie sędziów i obserwatora z przedstawicielami GKS Piast Gliwice przed meczem o mistrzostwo ll ligi ze Świtem Nowy Dwór Mazowiecki, nałożył na klub kary dyscyplinarne:
- karę finansową w wysokości 100 tysięcy złotych
- karę dodatkową w postaci pozbawienia 10 punktów w rozgrywkach ll ligi sezonu 2005/2006.

Ówczesny prezes klubu Marcin Żemaitis ukarany został karą dożywotniej dyskwalifikacji (kara została uchylona w całości przez Związkowy Trybunał Piłkarski 26 kwietnia 2005), obserwator meczu Aleksander Suchanek – karą dyskwalifikacji na 5 lat, trzech sędziów prowadzących spotkanie reprezentujących Wielkopolski ZPN – główny Zbigniew Rutkowski karą wykluczenia z PZPN i asystenci Robert Hałaburda oraz Hieronim Twardosz karą dyskwalifikacji na okres 2 lat. Odwołanie klubu oraz sędziów Hałaburdy i Twardosza od orzeczenia WD PZPN zostało oddalone 13 stycznia 2006 przez Komisję Odwoławczą PZPN a 26 kwietnia tego samego roku Związkowy Trybunał Piłkarski oddalił kasację od orzeczenia Komisji Odwoławczej złożoną przez ukaranych.
25 lutego 2011 roku za czyny korupcyjne w czasach pracy w Piaście Gliwice WD PZPN ukarał trenera Jacka Zielińskiego karą 2 lat dyskwalifikacji w zawieszeniu na 3 lata oraz dodatkowo karą finansową w wysokości 30 tys. złotych.